# Europamästerskapen i badminton 2012
Europamästerskapen i badminton 2012 anordnades den 16-21 april i Karlskrona, Sverige. 

## Medaljsummering
| Pl. | Nation        | Guld | Silver | Brons | Totalt |
| --- | ------------- | ---- | ------ | ----- | ------ |
| 1   | Danmark       | 3    | 2      | 4     | 9      |
| 2   | Tyskland      | 1    | 2      | 1     | 4      |
| 3   | Polen         | 1    | 0      | 0     | 1      |
| 4   | Sverige       | 0    | 1      | 0     | 1      |
| 5   | England       | 0    | 0      | 2     | 2      |
| 6   | Bulgarien     | 0    | 0      | 1     | 1      |
| 6   | Nederländerna | 0    | 0      | 1     | 1      |
| 6   | Ryssland      | 0    | 0      | 1     | 1      |
| 6   | Skottland     | 0    | 0      | 1     | 1      |

## Resultat
| Event       | Guld                                                  | Silver                                          | Brons                                             |
| Herrsingel  | Marc Zwiebler (GER)                                   | Henri Hurskainen (SWE)                          | Viktor Axelsen (DEN)                              |
| Herrsingel  | Marc Zwiebler (GER)                                   | Henri Hurskainen (SWE)                          | Jan Ø. Jørgensen (DEN)                            |
| Damsingel   | Tine Baun (DEN)                                       | Juliane Schenk (GER)                            | Linda Zechiri (BUL)                               |
| Damsingel   | Tine Baun (DEN)                                       | Juliane Schenk (GER)                            | Jie Yao (NED)                                     |
| Herrdubbel  | Mathias Boe (DEN) · Carsten Mogensen (DEN)            | Michael Fuchs (GER) · Oliver Roth (GER)         | Chris Adcock (ENG) · Andrew Ellis (ENG)           |
| Herrdubbel  | Mathias Boe (DEN) · Carsten Mogensen (DEN)            | Michael Fuchs (GER) · Oliver Roth (GER)         | Rasmus Bonde (DEN) · Andreas Kristiansen (DEN)    |
| Damdubbel   | Christinna Pedersen (DEN) · Kamilla Rytter Juhl (DEN) | Line Damkjær Kruse (DEN) · Marie Røpke (DEN)    | Sandra Marinello (GER) · Birgit Michels (GER)     |
| Damdubbel   | Christinna Pedersen (DEN) · Kamilla Rytter Juhl (DEN) | Line Damkjær Kruse (DEN) · Marie Røpke (DEN)    | Valeria Sorokina (RUS) · Nina Vislova (RUS)       |
| Mixeddubbel | Robert Mateusiak (POL) · Nadiezda Zieba (POL)         | Mads Pieler Kolding (DEN) · Julie Houmann (DEN) | Chris Adcock (ENG) · Imogen Bankier (SCO)         |
| Mixeddubbel | Robert Mateusiak (POL) · Nadiezda Zieba (POL)         | Mads Pieler Kolding (DEN) · Julie Houmann (DEN) | Thomas Laybourn (DEN) · Kamilla Rytter Juhl (DEN) |